# Сосновка (приток Ачи)
Сосновка — река в России, протекает по Болотнинскому району Новосибирской области. Устье реки находится в 11 км от устья Ачи по правому берегу. Длина реки составляет 31 км.

## Данные водного реестра
По данным государственного водного реестра России, относится к Верхнеобскому бассейновому округу, водохозяйственный участок реки — Томь от города Кемерово и до устья, речной подбассейн реки — Томь. Речной бассейн реки — (Верхняя) Обь до впадения Иртыша.